# Sečovlje
Sečovlje este o localitate din comuna Piran, Slovenia, cu o populație de 584 de locuitori.